# Liste der Monuments historiques in Pierrevillers
Die Liste der Monuments historiques in Pierrevillers führt die Monuments historiques in der französischen Gemeinde Pierrevillers auf.

## Liste der Bauwerke
| Bezeichnung      | Beschreibung           | Standort               | Kennzeichnung | Schutzstatus | Datum | Bild           |
| ---------------- | ---------------------- | ---------------------- | ------------- | ------------ | ----- | -------------- |
| Kirche St-Martin | ab dem 12. Jahrhundert | Rue de l’Église (Lage) | PA00107060    | Inscrit      | 1991  | weitere Bilder |

## Liste der Objekte
| Bezeichnung                      | Beschreibung                             | Standort                       | Kennzeichnung | Schutzstatus | Datum | Bild |
| -------------------------------- | ---------------------------------------- | ------------------------------ | ------------- | ------------ | ----- | ---- |
| Armreliquiar des heiligen Martin | Holz, Silber, vergoldet, 18. Jahrhundert | in der Kirche St-Martin (Lage) | PM57000522    | Classé       | 1993  |      |
| Grabkreuz                        | Kalkstein, 1588                          | in der Kirche St-Martin (Lage) | PM57000812    | Inscrit      | 2010  |      |
| Skulptur Christus in der Rast    | Kalkstein, 1533                          | in der Kirche St-Martin (Lage) | PM57000426    | Classé       | 1990  |      |
| Skulptur Unterweisung Mariens    |                                          | in der Kirche St-Martin (Lage) | PM57000941    | Inscrit      | 1992  |      |